# Abraham H. de Vries
Avraam Hermanus de Vries (n. 9 februarie 1937, Ladismith, Provincia Western Cape, Africa de Sud – d. 23 august 2024) a fost un scriitor de povestiri afrikaans, considerat ca fiind unul dintre cei mai respectați și mai iubiți scriitori de limbă afrikaans din grupul literar Sestigers.

## Viața și cariera
Abraham s-a născut în anul 1937 în orașul Ladismith din provincia Cape. A studiat la Universitatea Stellenbosch și la Gemeentelijke Universiteit van Amsterdam și a obținut doctorate la ambele universități. Între 1963 și 1965 a fost redactor artistic la ziarul Die Vaderland din Johannesburg. El a călătorit cu regularitate în străinătate și a ținut, de asemenea, prelegeri la diferite universități europene. De Vries a fost distins cu numeroase premii literare, inclusiv Premiul Reina Prinsen Geerligs pentru primele sale trei cărți, Premiul Eugène Marais pentru Vliegoog, Premiul Perskor pentru Briekwa, Premiul De Kat/Potpourri pentru Die Bruid și RAU-prys pentru opera sa literară în 2004.

## Opera literară

### Povestiri
- 1956 — Hoog teen die heuningkrans
- 1957 — Verlore erwe
- 1961 — Vetkers en neonlig
- 1963 — Dubbeldoor
- 1965 — Vliegoog
- 1966 — Dorp in die Klein Karoo
- 1969 — Twee maal om die son
- 1972 — Volmoed se gasie
- 1973 — Briekwa
- 1975 — Bliksoldate bloei nie
- 1977 — Die Klein Karoo; ’n legkaart (fotografii de Paul Alberts)
- 1980 — Die uur van die idiote
- 1987 — Soms op ’n reis
- 1989 — Nag van die clown
- 1994 — ’n Plaaswinkel naby oral
- 1997 — Skaduwees tussen skaduwees
- 2002 — Op die wye oop Karoo: plaaswinkelstories uit die Klein Karoo
- 2003 — Tot verhaal kom
- 2005 — Verhale uit ’n koel voorhuis: die Klein Karoo eersteling
- 2006 — Rooikoos Willemse is soek
- 2006 — Onder hoë sterre
- 2009 — Verbeel jou dis somer
- 2011 — Die behoue huis: 'n keur uit die kortverhale van Abraham H de Vries
- 2013 — Maar wie snoei die rose in die nag?

### Poezii
- 1959 — Proegoed

### Cărți de călătorie
- 1965 — Die rustelose sjalom, despre Israel
- 1966 — Afspraak met eergister; Griekse reisjoernaal, Oktober 1965 tot April 1966, despre Grecia
- 1968 — Joernaal uit ’n gragtehuis, despre Amsterdam

### Romane
- 1966 — Kruispad; ’n novelle

### Non-ficțiune
- 1983 — Kortom: gids by die Afrikaanse kortverhaalboek
- 1989 — Kortom II: ’n inleiding by die Afrikaanse kortverhaalboek
- 1998 - Kort vertel : aspekte van die Afrikaanse kortverhaal

### Antologii
- 1978 — Die Afrikaanse kortverhaalboek (colecție)
- 1980 — Kort keur (colecție)
- 1986 — Literêre dagboek (colecție)
- 1989 — Steekbaard: die beste Afrikaanse hondestories
- 1996 — Eeu: honderd jaar van Afrikaanse kortverhale (colecție)
- 2000 — Uit die kontreie vandaan
- 2007 - Alles Goed en Wel: Lagstories na willekeur
- 2008 - Van heidebos en Skepper: 'n keur uit die werk van R.K. Belcher

### Traduceri
- Nikos Kazantzakis, Zorba, die Griek (Zorba Grecul), Afrikaanse Pers-Boekhandel, Johannesburg, 1968

## Premii
- 1962 Reina Prinsen Geerligsprijs (pentru primele trei cărți)
- 1967 Eugène Maraisprys (pentru întreaga proză)
- 1974 Perskorprijs (pentru Briekwa)
- 1988 De Kat/Potpourri prijs (pentru Die Bruid, și pentru povestirea Nag van die clown)
- 2004: RAU-prys pentru opera sa literară.

Abraham de Vries a primit, de asemenea, un premiu Artes pentru serialul de televiziune Die Klein Karoo.